# A Decade in the Grave
A Decade in the Grave är en samlingsbox av death metal bandet Six Feet Under.  Den gavs ut 2005 genom Metal Blade Records och innehåller 4 CD-skivor och 1 DVD. CD 1 och 2 innehåller en samling av tidigare utgivna låtar. CD 3 innehåller demo-inspelningar och andra mer sällsynta låtar. CD 4 innehåller demo-inspelningar av musikgruppen Leviathan, bandet Chris Barnes var medlem av innan han blev medlem i Cannibal Corpse. DVD:n innehåller videor och liveframträdande.

## Låtlista

### CD 1 (Best Of Vol. 1)
1. "Feasting on the Blood of the Insane" – 4:33
2. "Revenge of the Zombies" – 2:49
3. "Impulse to Disembowel" – 3:11
4. "Victim of the Paranoid" – 3:09
5. "Dead and Buried (Living Life in the Grave)" – 3:20
6. "The Enemy Inside" – 4:18
7. "Drowning" – 3:02
8. "Bringer of Blood" – 3:33
9. "Silent Violence" – 3:12
10. "Brainwashed" – 2:45
11. "When Skin Turns Blue" – 3:25
12. "Rest in Pieces" – 3:09
13. "Braindead" – 3:42
14. "Murdered in the Basement" – 2:18

Totaltid: 46:29

### CD 2 (Best Of Vol. 2)
1. "Knife, Gun, Axe" – 3:56
2. "War is Coming" – 3:15
3. "Shadow of the Reaper" – 3:39
4. "The Day the Dead Walked" – 2:15
5. "Deathklaat" – 2:35
6. "The Murderers" – 2:41
7. "Decomposition of the Human Race" – 3:43
8. "Cadaver Mutilator" – 2:34
9. "Hacked to Pieces" – 3:38
10. "Remains of You" – 3:22
11. "Torture Killer" – 2:44
12. "Lycanthropy" – 4:41
13. "The Art of Headhunting" – 3:33
14. "This Graveyard Earth" – 3:26

Totaltid: 46:02

### CD 3 (Rarities)
1. "Beneath a Black Sky" (demo) – 3:03
2. "Human Target" (demo) – 3:35
3. "Suffering in Ecstasy" (demo) – 3:18
4. "The Enemy Inside" (demo) – 3:32
5. "Tomorrow's Victim" (demo) – 3:36
6. "Ugly" (demo) – 2:54
7. "Claustrophobic" (demo) – 2:40
8. "From Flesh Bone" – 2:30
9. "A Knife Fight to the Death" – 3:51
10. "Burned at the Stake" – 2:33
11. "War Is Coming" (live i San Francisco) – 3:17
12. "Brainwashed" (live i Albuquerque) – 3:07
13. "Human Target" (live i Golen) – 3:24
14. "Torture Killer" (live i San Francisco) – 2:51
15. "Revenge of the Zombie" (live i San Francisco) – 3:10
16. "Lycanthropy" (live i San Francisco) – 4:43

Totaltid: 52:04

### CD 4 (Ten Years Before: Leviathan)
1. "Violent Slaughter" – 4:49
2. "Destructive Aggressor" – 4:53
3. "Lamentation of Death" – 4:05
4. "Leviathan" – 4:17
5. "Asphyxiation" – 2:25
6. "Tormented Nightmare" – 2:22
7. "Blood Feast" – 3:43
8. "Apocalyptic Rain" – 3:15
9. "Bestial Deception" – 5:09

Totaltid: 34:58

### DVD
Video
1. "Lycanthropy" – 4:23
2. "Manipulation" – 2:58
3. "Victim of the Paranoid" – 3:09
4. "The Day the Dead Walked" – 2:17
5. "Amerika the Brutal" – 3:02
6. "Bringer of Blood" – 3:27
7. "Dead and Buried (Living in the Grave)" – 3:18
8. "Shadow of the Reaper" – 3:41

Live In Berlin 2005
1. "Shadow of the Reaper" – 4:50
2. "Murdered In Basement" – 2:44
3. "When Skin Turns Blue" – 3:43
4. "No Warning Shot" – 3:22
5. "Feasting on the Blood of the Insane" 5:03
6. "Victim of the Paranoid" – 3:22
7. "Deathklaat" – 3:11
8. "The Day the Dead Walked" – 2:35
9. "Hacked to Pieces" – 4:45

Live with Full Force 2004
1. "Hacked to Pieces" – 4:13
2. "No Warning Shot" – 4:07

Totaltid: 01:08:10

## Medverkande
Musiker
Six Feet Under-medlemmar
- Chris Barnes − sång
- Steve Swanson − gitarr (1998– )
- Allen West – gitarr (1995–1997)
- Terry Butler − basgitarr
- Greg Gall − trummor

Leviathan-medlemmar
- Chris Barnes – sång
- Jeff Juszkiewicz – gitarr
- Mike Green – gitarr
- Angelo Lococo – trummor
- Greg St. John – basgitarr